# 津軽百年食堂
『津軽百年食堂』（つがるひゃくねんしょくどう）は、森沢明夫による日本の小説。また、それを原作とした2011年（平成23年）の日本映画。
青森県が、三代、約100年続く大衆食堂を百年食堂と名付け、観光の目玉の一つとしたことから生まれた作品。青森を舞台とした“青森三部作”の第1作。

## あらすじ
明治の弘前。大森賢治は、年の離れた妹を食わせるために、弘前城下で露店で津軽蕎麦屋を営んでいた。毎週月曜日には青森から行商人のトヨがきて、賢治は蕎麦の出汁をとる焼き干しを買っていたが、ある時トヨが実家の乾物作りの手伝いに入り、行商に来るのは今日が最後だと言われた。賢治は常連客に背中を押される形で、トヨを追いかけ、想いをぶつけた。
現代、大森食堂の長男、大森陽一は、大学卒業後に実家に戻り店を継ぎたいと願い出たが、父からの返事は他の店で修行してこいであった。東京の中華料理店で修行はじめたが、あることをきっかけに店を飛び出して首となった。その後は、プロダクションと契約しバルーンアートなどを手掛ける仕事をしていた。バルーン配布のピエロとして派遣されたおもちゃ店のバックヤードにて、写真の撮り方について師匠から厳しく指導されている声が廊下まで聞こえて、部屋には入り難い雰囲気であった。ピエロのメイクを落としてから部屋を覗くと、筒井七海が一人で片付けをしており、乗用玩具をもちあげてバランスを崩しそうなのを見てとっさに部屋に入り支えたことが出会いのきっかけである。その後の会話で、同郷で高校の先輩後輩という間柄も判明し交際を始めた。
一年後、陽一は姉からの電話で父親が出前中の事故で足を骨折したと聞かされた。毎年出店しているさくらまつりは、あんたが指揮を取りなと命令される。しかし、陽一が弘前へ帰省してみると、父の怪我は足の指の骨折で、いつもどおり仕事をしていた。
七海のほうは、写真家の師匠とともにスタジオでカタログ用の撮影中、師匠が倒れ七海が救急車を呼ぶが、師匠は撮影を続けろと、七海が救急車に付きそうのを止めさせた。七海は撮影を仕上げて、翌日納品してから病院に行き、師匠から身体のこともあり、ここ一年は厳しく指導していたことを説明された。七海も弘前へ帰省すると、家には家族がすすめる見合い相手の青木がおり、青木と弘前公園へ行き、そこでさくらまつりの出店準備で公園に来ていた陽一と遭遇する。
陽一は二人を見て愕然としその場から逃げ出したが、その後公園内に残っていた七海に再開し、誤解は解消した。さらに、父親に今の仕事のことを打ち明け、陽一は店を継ぐ決心をするが、七海には東京でフォトグラファーの仕事を続けつつ、出汁の引き方の練習をしていてほしいとお願いした。

## 映画
2011年に映画化された。大森一樹監督、オリエンタルラジオの藤森慎吾と中田敦彦が主演。

### 映画あらすじ
明治42年、弘前。大森賢治（中田敦彦）は、鰯の焼き干しを使った出汁が評判の津軽蕎麦屋台を営んでいた。賢治が使う焼き干しは、戦争で夫を失ったトヨ（早織）が幼い娘フキと共に、青森から仕入れるもの。トヨに淡い想いを抱く賢治は、2人で店を持つことを夢見ていた。現代の東京。バルーンアートで生計を立てている大森陽一（藤森慎吾）とカメラマンの筒井七海（福田沙紀）が結婚披露宴会場で出会う。うっかり七海の照明器具を壊してしまった陽一は、弁償の代わりに七海とルームシェアすることに。偶然にも、2人とも出身は弘前。陽一の実家は、弘前に100年続く“大森食堂”だった。四代目の彼は、中学生の頃から父の哲夫（伊武雅刀）に津軽蕎麦作りを仕込まれてきたが、父との確執から家を飛び出し、東京で暮らしていた。だがその心中は、故郷に対する捨て切れぬ思いと将来への不安に揺れる。そんな時、哲夫が交通事故で入院という知らせが届き、一時帰省を決める。同じ頃、七海の師匠、浅尾（大杉漣）が仕事中に倒れ、病院に運ばれる。見舞いに訪れた七海は、浅尾と妻の美音子（かとうかず子）の強い絆を目にしてショックを受ける。彼女にとって浅尾は、師匠であると同時に恋人でもあったのだ。一方、数年前に父と大喧嘩して飛び出して以来、久しぶりに故郷の土を踏む陽一。店を訪れた高校の同級生たちとの交流に心地よさを覚える。そこへ、七海が突然帰省。陽一と再会した彼女は、亡き父の思い出を語り、失恋を認め、自分を見つめ直す。そんな七海を優しく受け止める陽一。だが陽一は、津軽蕎麦を巡って再び父と喧嘩。東京に戻ろうと考えるが、祖母フキが亡くなり、状況が一変する。初代、賢治の津軽蕎麦と大森食堂を愛したフキの思いを知る陽一は、彼女が楽しみにしていたさくらまつりへの出店を決意。明治の賢治と現代の陽一。満開の桜の下、それぞれに小さな奇跡が起ころうとしていた……。

### キャスト
- 大森陽一：藤森慎吾（オリエンタルラジオ）
- 大森賢治：中田敦彦（オリエンタルラジオ）
- 筒井七海：福田沙紀
- 藤川美月：ちすん
- 大森明子：藤吉久美子
- トヨ：早織
- 門田宗八：前田倫良
- 門田政宗：永岡佑
- 大森フキ：秋本博子
- 大森桃子：春日井静奈
- 浅尾大介：大杉漣
- 浅尾美音子：かとうかず子
- 青木真一：野村宏伸
- 筒井有里子：手塚理美
- 大森哲夫：伊武雅刀

### スタッフ
- 監督：大森一樹
- 原作：森沢明夫
- 製作総指揮：川阪実由貴
- 製作：二村慈哉
- エグゼクティブプロデューサー：本田武市、重村博文、柳田和久、飯島高尚
- プロデューサー：林哲次、森重晃、深澤義啓
- 脚本：青柳祐美子、大森一樹
- 音楽：坂本サトル
- テーマソング：THE BOOM「暁月夜〜あかつきづくよ〜」
- 撮影：松本ヨシユキ
- 照明：三重野聖一郎
- 録音：福田伸
- 美術：丸尾知行
- 編集：宇賀神雅裕
- 協賛：弘前市、八戸市、黒石市、青森銀行、みちのく銀行、アサヒビール、日立国際電気、ユニー
- 製作委員会メンバー：LIBエンタテインメント、キングレコード、ポマト・プロ、ティー・オーエンタテインメント、小学館、ディスクガレージ、シマフィルム、マナックス、青森放送、エムケイツー、リベロ、テレビ大阪サービス、イマジン、テレビ岩手、テレビ和歌山、宮城テレビ放送、テレビせとうち、新潟テレビ21

## その他
- 2011年（平成23年）4月、映画とタイアップした「津軽百年食堂弁当」が発売された。
- ITTO個別指導学院の夏期講習の国語の問題の使用されている。